# 基準改定
基準改定とは、二次統計において大規模な変更を行うこと。

## 概要
二次統計は、一次統計を加工して作成する指標であるが、時間がたつことによる産業構造の変化、社会の統計へのニーズの変化が発生するため、ある程度の期間が経過したところで二次統計の構造の見直しを行っている。

## 主な基準改定
国際的には、一国の経済を総合的にとらえる国民経済計算について、国際連合によって68SNAから93SNAに変更した事例がある。
日本においては、1981年（昭和56年）3月20日の統計審議会答申により、「西暦の末尾が5、0の年に指数の基準改定を行う」と定められた。
以下については、特に断り書きがない限り日本での事例について述べる。

## 主な変更
基準改定における主な変更は以下の通り。
- 最新の産業構造の反映

産業構造（数量指数ではウェイト、物価指数ではシェアと呼ぶことが多い）を毎年変更することは多大な労力を要するため、基準改定の際に変更する。例えば、「2000年基準」と統計の説明書きにあった場合には、2000年の産業構造を基にして計算された指標ということになる。なお、2000年代に入り毎年ごとに産業構造を計算する連鎖指数が注目されている。
- 採用品目（商品）の変更

社会全体への影響の少なくなった品目を削り、代わりに新たに登場し生産活動などに影響を与えるようになった品目を採用する。また、数年に一度日本標準産業分類が変更されるので、これも併せて反映させる。